# 中野祐介 (編集者)
中野 祐介（なかの ゆうすけ、生年不詳 - 1997年11月25日）は、日本の雑誌編集者。集英社『週刊少年ジャンプ』第2代編集長、『週刊ヤングジャンプ』初代編集長。

## 来歴
早稲田大学中退後、出版社でアルバイトをしていたが、嘱託として集英社に採用され、その後準社員を経て社員となる。『りぼん』『少年ブック』の編集を経て『少年ジャンプ』（後の『週刊少年ジャンプ』。創刊時は月二回刊。）の創刊に同誌初代副編集長として参加。編集長の長野規を補佐して西村繁男らと共に『少年ジャンプ』の発展を支えた。
1974年、長野規の後を継ぎ『週刊少年ジャンプ』編集長に就任。在任中には「サーキットの狼」などのヒットで発行部数を200万部に伸ばす。ただし『少年ジャンプ』編集長在任中に入院し胃の摘出手術を受けたため、後半の2年間は副編集長の西村は中野を煩わせないよう気を配っていたという。
1978年に『週刊少年ジャンプ』を離れ『ヤングジャンプ』（後の『週刊ヤングジャンプ』。創刊時は月二回刊。）の創刊編集長に就任。同じくジャンプを離れた角南攻らと共に同誌の発展に尽力した。

## 人物
漫画家の面倒見が良く、特に貸本漫画から一般漫画誌に転向した川崎のぼるを育てたのは中野であるという。成人したばかりの川崎を上京させ、生活の面倒を見、ストーリーの作り方を指南し、人生教訓まで指南した。川崎は『週刊少年マガジン』に引き抜かれたためジャンプ創刊号より連載することは叶わなかったが、中野を「おやじ」と呼び、漫画業界における一番の恩人として慕っていた。
1983年に『キャプテン翼』初アニメ化がテレビ東京系放映で決まった際は、関係者の多くが「（ギャグアニメ・SFアニメ全盛となった80年代に）スポーツもののアニメを作ったって、1970年代とは違って子供に受けない。当たらない。」と否定的だったのに対し、「素人のやることが当たることもあるんですよ」と述べ、アニメ化を推進したテレビ東京の金子明雄（当時同局編成部長）を支援。以後も金子とは死去するまで親交を結んでいた。
漫画編集者としては長野規と西村繁男という強烈な個性の持ち主に挟まれ、苦労も多かったことが西村の著書よりしのばれる。